# Karelowie

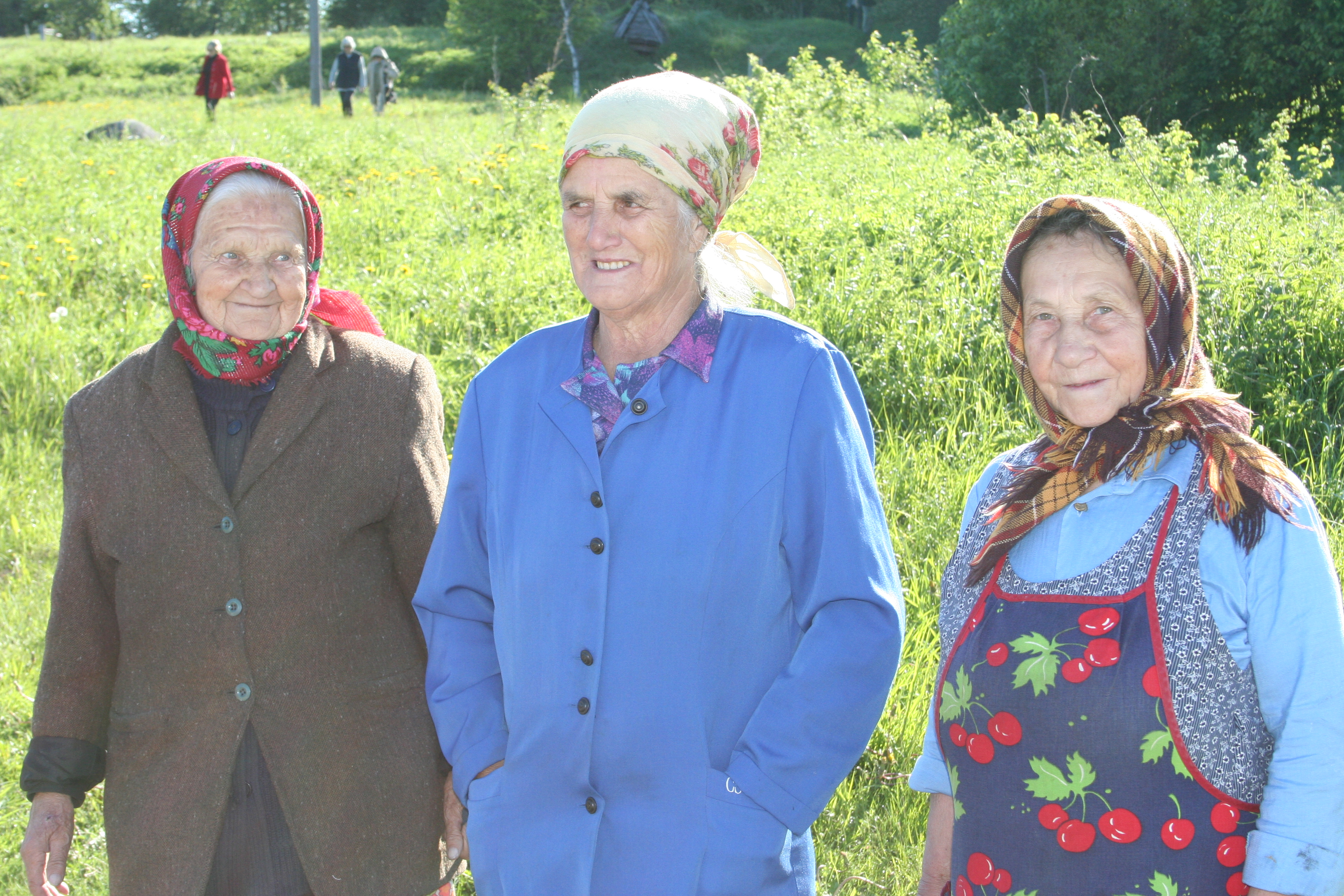
Karelskie kobiety

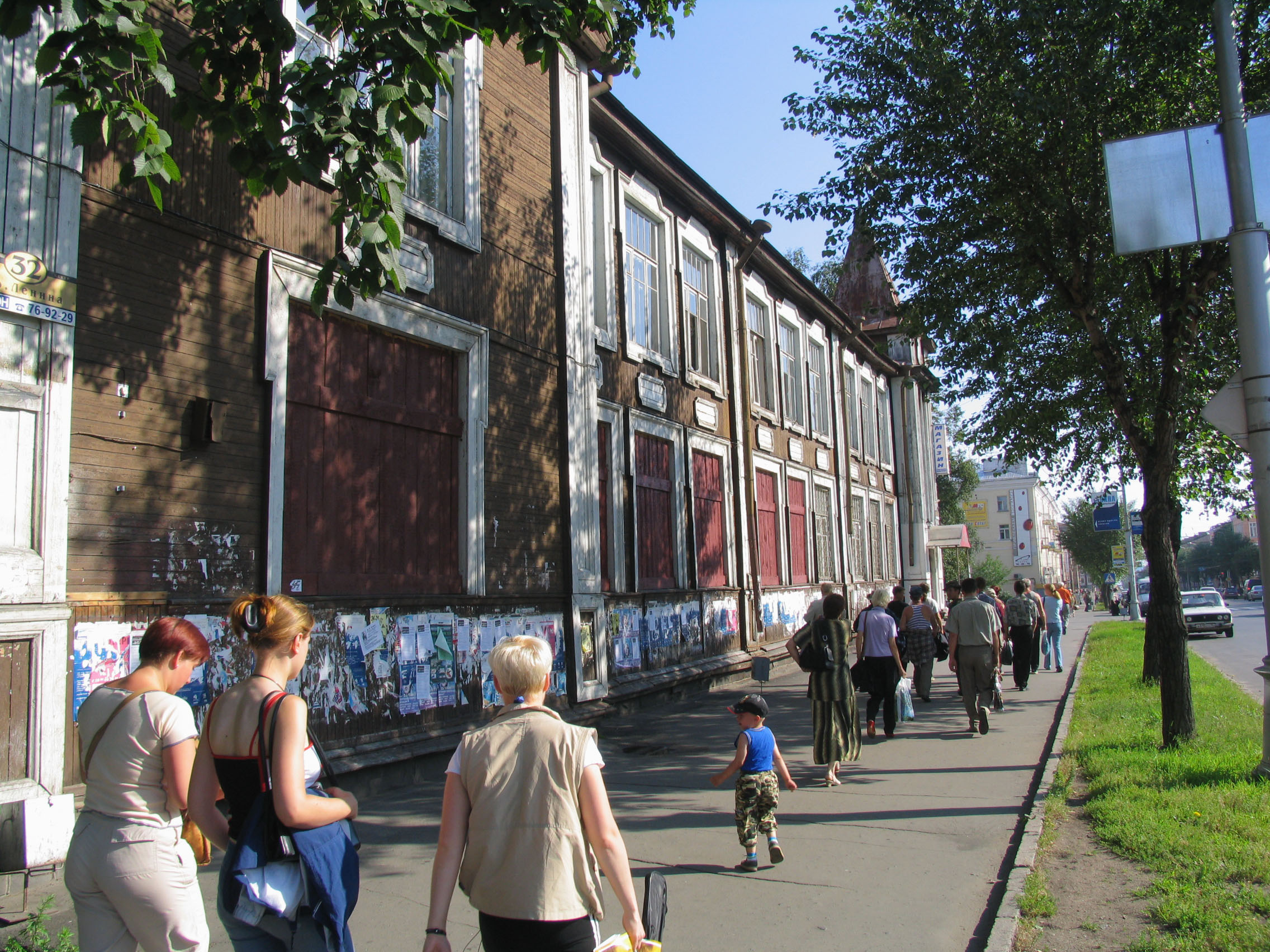
Pietrozawodsk – ośrodek kulturalny Karelów

Karelowie (nazwa własna karjalaižet) – lud ugrofiński zamieszkujący pogranicze Finlandii i Rosji (Karelia).

## Etnogeneza
Kwestia pochodzenia Karelów nie jest dokładnie zbadana i istnieje na ten temat kilka hipotez. Według jednej z nich narodowość karelska uformowała się na substracie złożonym z rdzennych plemion południowej Karelii i południowo-wschodniej Finlandii, skąd rozprzestrzeniła się w kierunku Morza Białego i na wschód od jeziora Onega. Inna hipoteza zakłada, iż Karelowie są potomkami plemion ugrofińskich, które przybyły na te tereny w pierwszej połowie I tysiąclecia n.e. i zasymilowały lub wyparły żyjące tu wcześniej ludy.
Odrębność Karelów zaznacza się na przełomie I i II tysiąclecia n.e., kiedy stworzyli własny organizm państwowy.
Uważa się, iż współcześni Karelowie także stanowią rezultat etnicznego zmieszania się średniowiecznych Karelów z innymi, mniej licznymi ugrofińskimi ludami (m.in. Weś, część Wepsów i in.), które zasymilowali, przyjmując dużo z ich języka i kultury.

## Grupy etniczne
Wśród Karelów wyróżnia się kilka grup etnicznych, różniących się używanym dialektem oraz pewnymi elementami kultury.
- Karelów właściwych – stanowiących największą część populacji, zamieszkujących większą część Karelii; wśród nich pewną odrębność posiadają:
  - Karelowie Twerscy (karel. tiverin karielaizet) – zamieszkujący w okolicach Tweru; wykształcili się oni z Karelów właściwych po 1617 r. w wyniku masowego exodusu Karelów opuszczających przekazywany Szwecji Przesmyk Karelski i ich osadnictwa w rejonie Tweru
  - Lappi – zamieszkujący w rejonie Siegoziera, są oni potomkami ugrofińskiego ludu, który został całkowicie zasymilowany przez Karelów
  - Zachodni Karelowie – kulturowo i językowo najbliżsi Finom, obecnie praktycznie całkowicie przez nich zasymilowani
- Liwwików (karel. liügilaizet) – zamieszkujących południe Karelii, głównie w rejonie ołonieckim
- Ludyków (karel. lüüdilaizet) – zamieszkujących w pobliżu jeziora Onega

## Obszary zamieszkiwania

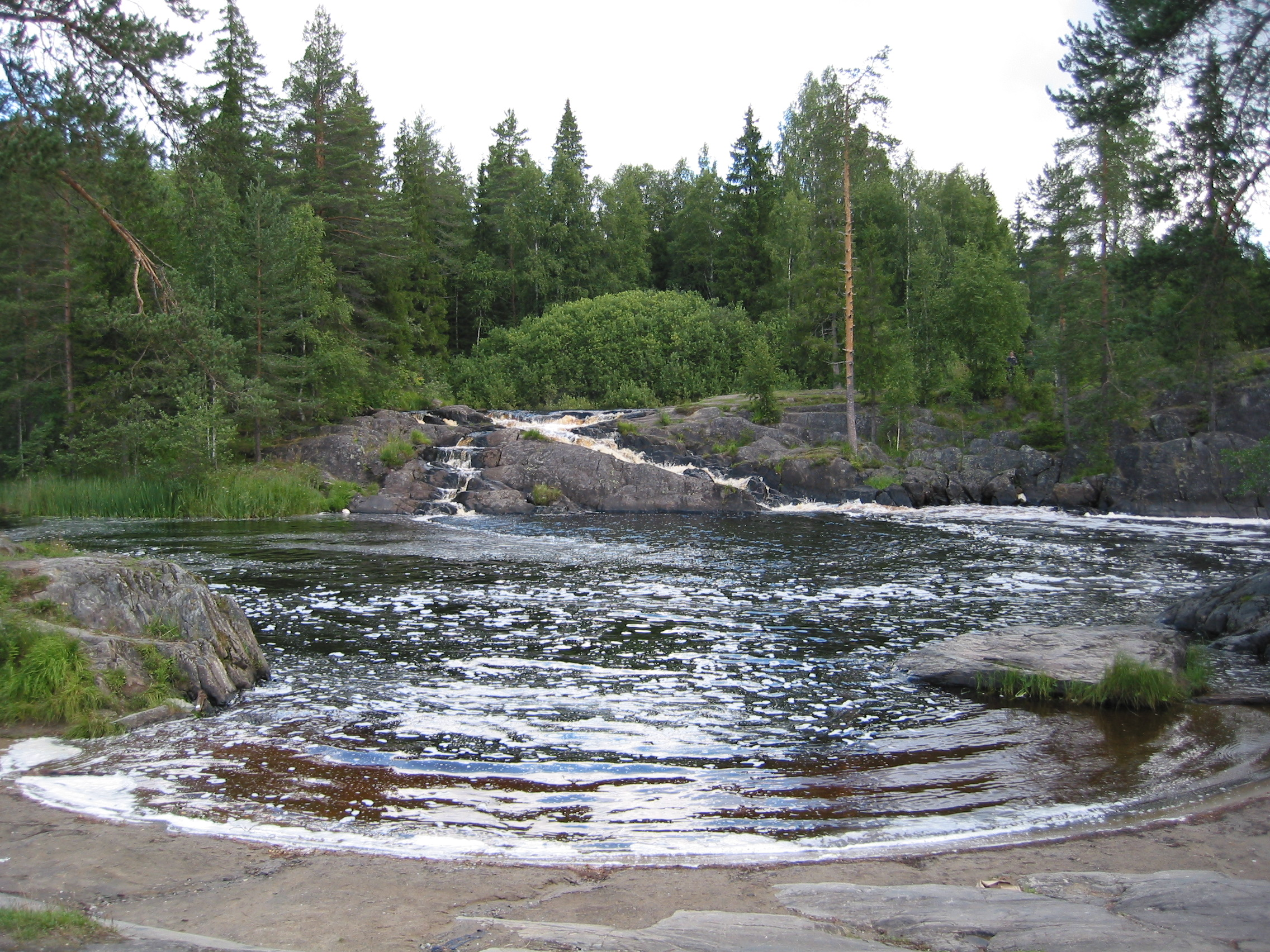
Typowy krajobraz ziemi Karelów

Karelowie zamieszkują głównie w Rosji, zwłaszcza w należącej do tego państwa autonomicznej Karelii, gdzie są ludnością rdzenną, a także w obwodzie twerskim (23,2 tys.), oraz w obwodach: leningradzkim, murmańskim, archangielskim i in. Ogółem na terenie Federacji Rosyjskiej w 2002 r. żyło 93 344 osób tej narodowości. Karelowie zamieszkują też w Finlandii (kilkadziesiąt tysięcy) oraz na Ukrainie (ok. 2 tys.), Białorusi i w Estonii (po ok. 1 tys.).

### Liczebność
Liczba Karelów systematycznie spada. Jeszcze przed II wojną światową żyło ok. 300–350 tys. osób tej narodowości (ok. 250 tys. w ZSRR i 50–100 tys. w Finlandii), zaś obecnie – tylko ok. 110–150 tys. Główną przyczyną spadku liczebności tego narodu są procesy asymilacyjne oraz liczne małżeństwa mieszane, z których potomkowie deklarują się nie jako Karelowie, a jako Rosjanie lub Finowie. Właśnie w wyniku tych procesów liczba Karelów w rejonie Tweru spadła z ponad 140 tys. w 1926 r. do 23 tys. w 2002.
Dokładna liczba Karelów w Finlandii nie jest znana, szacunki są bardzo rozbieżne – od 30 do 200 tys., niemniej jednak populacja ta, niezależnie od jej liczebności, jest w znacznym stopniu zasymilowana i praktycznie niczym nie wyróżnia się od Finów. Ponadto określenie liczebności fińskich Karelów jest trudne, gdyż Finowie za Karelów uznają osoby wywodzące się z historycznej Karelii, w tym także Finów osiadłych na obszarze Przesmyku Karelskiego po tym, jak opuściła go ludność karelska. Na tej zasadzie według Finów za Karela uchodzi m.in. były prezydent Finlandii Martti Ahtisaari.

### Udział Karelów w populacji Karelii
Pierwsi Słowianie zaczęli osiedlać się w Karelii w XIII wieku, do końca średniowiecza napływ ten nie był zbyt duży. W XVII-XVIII wieku zamieszkiwali wschodnie tereny obecnej republiki, na wschód od jeziora Onega (obszar wcześniej zamieszkiwany przez Wepsów). Założenie Petroskoi (Pietrozawodska) w 1703 roku przyspieszyło napływ Rosjan.
Od 2. połowy XIX w. Karelowie zamieszkujący obszar Karelii stanowią mniejszość narodową, a ich udział w populacji kraju systematycznie spada. Według rosyjskiego spisu ludności z 1897 roku udział Karelów w ogólnej populacji wynosił 42,3%, a według badań fińskich etnografów z 1907 roku 47%. Rosyjskie dane zaniżały ten wskaźnik, ponieważ jako Karelów klasyfikowali jedynie osoby posługujące się wyłącznie językiem karelskim. Osoby dwujęzyczne uznawano za Rosjan, a niektórzy Karelowie mieszkający w miastach sami deklarowali narodowość rosyjską.
Za czasów Związku Radzieckiego szybki spadek odsetka mieszkańców Karelii deklarujących narodowość karelską wynikał z intensywnego osadnictwa rosyjskiego w Karelii, a także procesów asymilacyjnych i zawierania małżeństw mieszanych, które doprowadziły nie tylko do spadku udziału procentowego Karelów w populacji, ale wręcz do zmniejszenia się liczby osób tej narodowości z ponad 100 tys. w latach 40. do niespełna 80 tys. w końcu lat 80.). Po rozpadzie ZSRR główną przyczyną dalszego zmniejszania się liczby Karelów jest niski przyrost naturalny, a także większy niż w przypadku innych narodów poziom emigracji, zwłaszcza wśród ludzi młodych, którzy wyjeżdżają głównie do Finlandii, gdzie szybko asymilują się wśród Finów.
Jakkolwiek udział w populacji na poziomie 10% sugeruje, iż Karelowie stanowią niewielką mniejszość narodową w Karelii, faktycznie sytuacja jest bardziej złożona. W południowo-wschodniej Karelii Karelów pozostało bardzo niewielu. Także w ośrodkach miejskich w całej Karelii liczba Karelów jest niewielka, natomiast dominują oni liczebnie na prowincji (poza południowym wschodem kraju): na wsiach zwykle stanowią większość ludności, także w małych miasteczkach i osadach typu miejskiego udział Karelów w populacji wynosi ok. 25–50%. Aunus (Ołoniec) jest jedynym miastem, w którym przeważa ludność karelska i stanowi ona 61% mieszkańców.

Godło autonomicznej Karelii

Udział Karelów w populacji Karelii
| rok    | procentowy udział Karelów w populacji rosyjskiej Karelii | liczba Karelów (w tys.) |
| ------ | -------------------------------------------------------- | ----------------------- |
| 1897   | 42,3%                                                    | 90,9                    |
| 1926   | 38,2%                                                    | 99,7                    |
| 1939   | 23,2%                                                    | 108,8                   |
| 1959   | 13,1%                                                    | 85,3                    |
| 1970   | 11,8%                                                    | 84,1                    |
| 1979   | 11,1%                                                    | 81,7                    |
| 19891) | 10,0%                                                    | 79,0                    |
| 2002   | 9,2%                                                     | 65,7                    |
| 2010   | 7,4%                                                     | 45,5                    |

1) dane szacunkowe

## Historia

### Karelowie w źródłach historycznych
Karelowie wymieniani są w różnych źródłach historycznych: staroruskich kronikach, skandynawskich sagach, bullach papieskich, a nawet opisach podróży podróżników arabskich.
Pierwsza pisemna wzmianka o Karelach pochodzi z VI w. n.e. i znajduje się w księdze Jordanesa O pochodzeniu i historii Gotów. Opisując i wymieniając narody pokonane przez wodza gockiego Germanaricha wymienił on także lud o nazwie «Thiudos in Aunxis», które to miano obecnie rozszyfrowuje się jako Czudowie Ołonieccy (w języku karelskim miasto Ołoniec nosi nazwę Anus, a w fińskim – Aunus). Zdaniem badaczy wyliczenie narodów znajdujące się w tej księdze jest jeszcze starsze i zostało przez Jordanesa przepisane z dokumentu, który nie dotrwał do naszych czasów.
Inna, relatywnie wczesna pisemna wzmianka o Karelach pochodzi z końca VII w. i dotyczy władcy duńskiego (lub gockiego) – Ivara Vidfamne, który poniósł klęskę i zginął w bitwie w niezidentyfikowanej miejscowości nazywanej Karelskie Zalewy (prawdopodobnie nazwa ta nawiązuje do rozpowszechnionego na Przesmyku Karelskim typu wybrzeża). Zdarzenie to zostało opisane w Gesta Danorum oraz w Sadze o Inglingach.
Natomiast pierwsze pisemne wzmianki o Karelach – Ludynkach pochodzą z napisanej w latach 921–922 księgi muzułmańskiego podróżnika Ahmeda ibn Fadlana, w której opisuje m.in. lud o nazwie Luud-aana, pod którą to nazwą kryje się południowy odłam dzisiejszych Karelów – Ludynkowie. Charakterystyczne jest, iż pochodzące z nieco późniejszego okresu kroniki ruskie traktują Ludynków i Karelów jako odrębne ludy.

### Dzieje Karelów
Niezależnie od kontrowersji, jakie w nauce wywołuje kwestia pochodzenia Karelów, pewne jest, iż podstawą do wykształcenia się odrębnej od Finów narodowości było przyjęcie prawosławia i wpływy kultury słowiańskiej, zwłaszcza rosyjskiej.

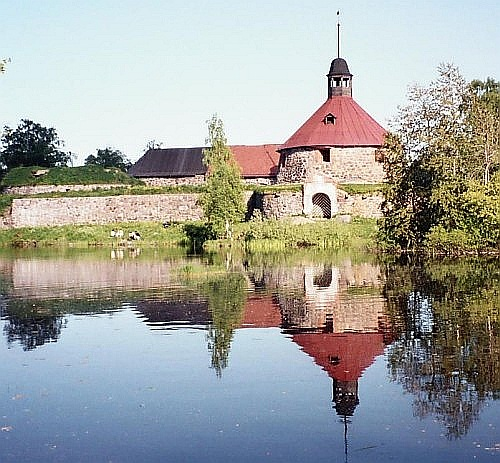
Zamek w Koriali (obecnie Prioziorsk) – średniowiecznym karelskim centrum kulturalnym i politycznym

W VIII–XI w. Karelowie utrzymywali ożywione kontakty handlowe ze Słowianami, a także z Normanami i Bułgarami Nadwołżańskimi. W okresie tym znaleźli się oni w sferze wpływów Rusi Kijowskiej, a po jej rozpadzie w XII w. – w zależności od Republiki Nowogrodzkiej. Początkowo, do lat 70. XIII w. była to zależność o charakterze lennym, a w latach następnych Karelia bezpośrednio weszła w skład państwa nowogrodzkiego.
W owym czasie główną dzielnicę kraju, o największym zaludnieniu i najbardziej rozwiniętą gospodarczo stanowiła południowo-zachodnia część Karelii, zwłaszcza Przesmyk Karelski, który skupiał prawdopodobnie blisko połowę całej karelskiej populacji. Ówczesnym centrum plemiennym (a potem administracyjnym) był gród Koriela (obecnie Prioziorsk).

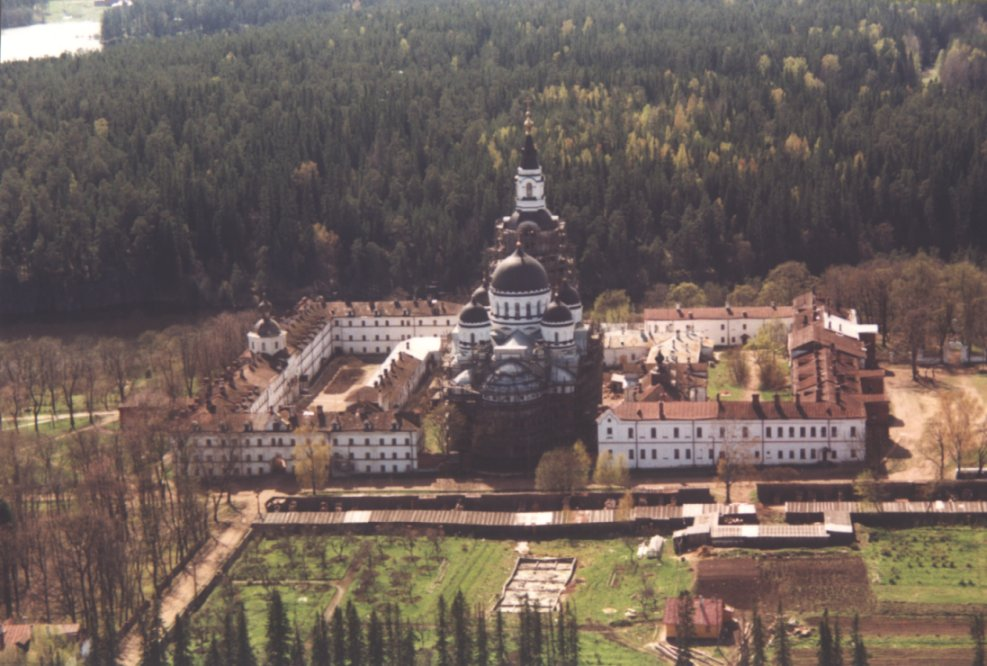
Monastyr Wałaamski – od średniowiecza centrum prawosławnego życia religijnego Karelów

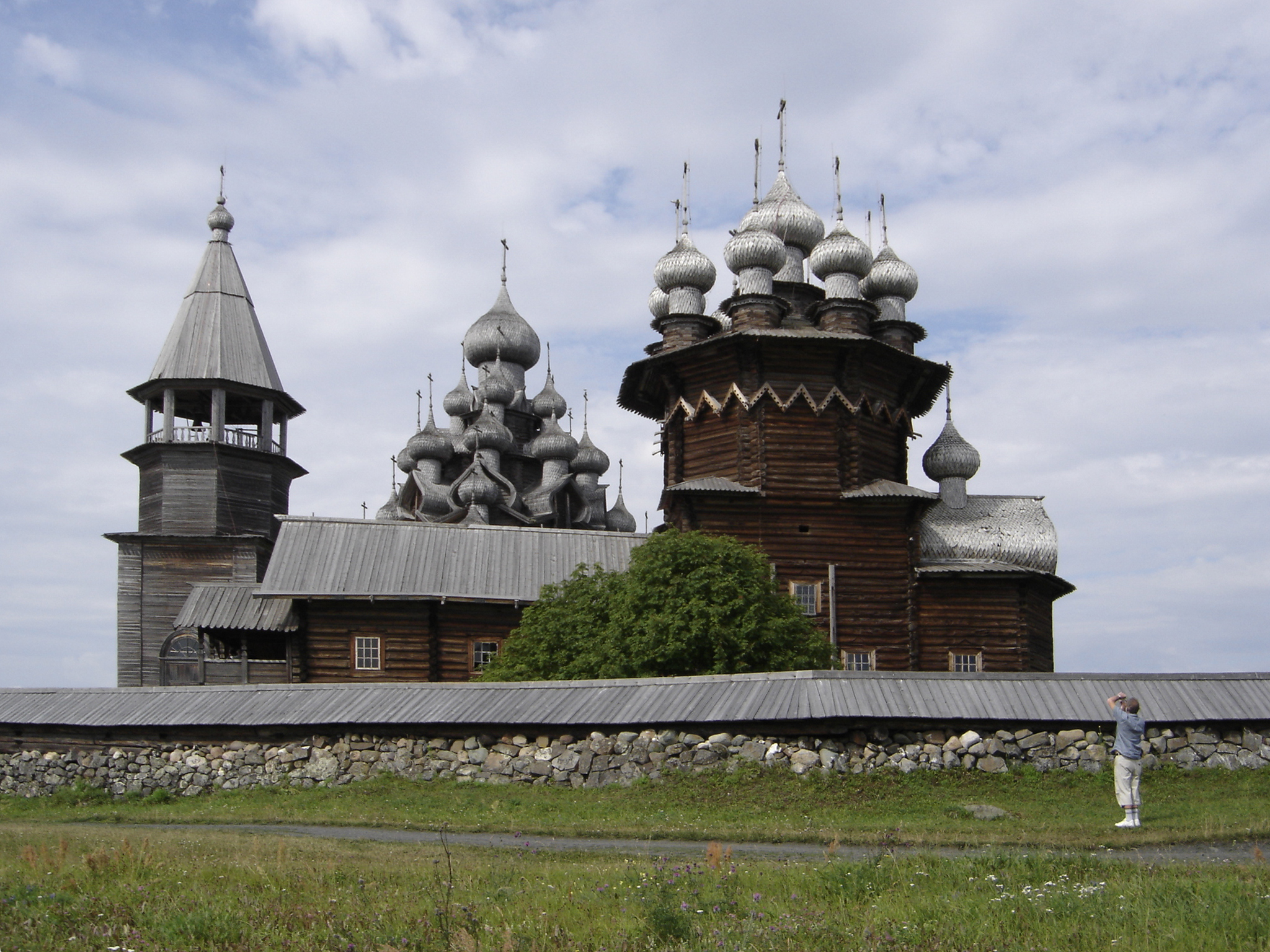
Zabytkowe zabudowania cerkiewne na wyspie Kiży

W 1227 r. Karelowie zostali formalnie schrystianizowani przez ruskiego księcia Jarosława Wsiewołodowicza.
W wiekach następnych prawosławni Karelowie walczyli wspólnie z Nowogrodzianami przeciw niemieckim i szwedzkim próbom ekspansji w rejonie Morza Bałtyckiego.
W okresie zależności Karelów od Nowogrodu społeczeństwo przeszło od opisywanej we wspólnym dla Finów i Karelów eposie Kalevala wspólnoty plemiennej o charakterze rodowym, do feudalizmu. Wraz z rozpadem wspólnoty rodowej w XII–XIV w. rozpoczął się proces konsolidacji plemion karelskich i wytworzenia się karelskiej wspólnoty kulturowej. W tym czasie także uformowała się ostatecznie narodowość karelska.
W 1478 r. Karelia wraz z innymi ziemiami dotychczas wchodzącymi w skład Nowogrodu weszła w skład państwa rosyjskiego.
W okresie następnym karelscy chłopi popadli w zależność pańszczyźnianą. Pewnym ewenementem było, iż najczęściej panem feudalnym byli nie rosyjscy możni, lecz klasztory prawosławne.
W końcu XVI w. ponownie rozpoczęła się szwedzka ekspansja na ziemie Karelii. W 1581 Szwedzi zdobyli Korielę i zajęli cały Przesmyk Karelski, a także pewne inne obszary, na których pozostawali do 1595 roku, kiedy to ziemie te odzyskała Rosja. Jednak już po 16 latach, w 1611 r. po sześciomiesięcznym oblężeniu twierdza Koriela padła ponownie. W traktacie pokojowym z 1617 r. zwanym pokojem stołbowskim Rosja zmuszona była odstąpić Szwecji całość ziem Przesmyku Karelskiego, a także pewne inne obszary. W wyniku tej cesji terytorialnej miał miejsce masowy exodus prawosławnych Karelów, którzy po opuszczeniu ojczystych ziem osiedlili się w innych częściach Karelii oraz w centralnej Rosji, zwłaszcza w rejonie Tweru, i pobliskich miasteczek Lichosławl, Bieżeck, Maksaticha i Wiesiegonsk, gdzie osiadło ok. 25-30 tys. osób. Nie jest znana dokładna liczba wszystkich uchodźców, jest jednak pewne, iż swoje domy opuściła ponad połowa Karelów; powstała w wyniku karelskiego osadnictwa w pobliżu Tweru populacja tzw. Karelów Tweskich (która jako jedyna spośród wygnańców zachowała świadomość narodową) w 1926 r. była blisko połowę liczniejsza od populacji Karelów na ojczystych ziemiach (140,6 tys. wobec 99,7 tys.), co świadczy o skali migracji z początku XVII wieku).
W latach 1937–1939 na terenach tych, w ramach ówczesnego obwodu kalinińskiego funkcjonował Karelski Okręg Narodowościowy.
W połowie XIX w. w wyniku osadnictwa rosyjskiego w Karelii Karelowie zaczęli stanowić mniejszość na swych ziemiach.

Flaga państwa karelskiego, proklamowanego w Uchcie

W czasie zamętu i wojny domowej w Rosji, jakie nastały po wybuchu rewolucji październikowej Karelowie spróbowali uzyskać niepodległość. W 1918 r. w północnej części Karelii, w Uchcie (dzisiejsza Kalewała), proklamowane zostało niepodległe państwo karelskie. W wyniku intensywnych walk do 1920 r. Armia Czerwona odzyskała większość obszaru republiki, a do 1922 r. Rosjanie ostatecznie pokonali powstańców i udzielających im pomocy Finów i zlikwidowali Republikę w Uchcie.
W październiku 1921 r. w północno-zachodniej części Karelii Karelowie ponownie wszczęli powstanie, tym razem o charakterze chłopskim, a spowodowane było ono brakiem żywności i zmuszaniem chłopów do pracy. Mimo pomocy ze strony Finlandii także to powstanie zostało stłumione przez Armię Czerwoną.
W okresie ZSRR Karelom przyznano autonomię: utworzono istniejącą do dziś (w zmienionej formie ustrojowej) Republikę Karelii (1920, od 1923 r. pn. Karelska Autonomiczna Socjalistyczna Republika Radziecka) oraz Karelski Okręg Narodowościowy w rejonie Tweru (pewna autonomia od 1922 r., formalnie okrąg powstał w 1937, istniał do 1939 r.).

## Karelowie a Finowie
Jeszcze ok. tysiąca lat temu przodkowie dzisiejszych Karelów i przodkowie dzisiejszych Finów wchodzili w skład jednej grupy plemion bałtycko-fińskich, posiadającej wspólną kulturę, język i religię. Prawdopodobnie plemiona te dałyby początek jednemu narodowi, gdyby nie czynniki zewnętrzne. Na fakt, iż mniejsza część owej grupy dała początek narodowi karelskiemu, a większość – Finom, wpływ miał głównie czynnik religijny i związana z nim kwestia kulturowo-polityczna. Wschodnia część plemion karelo-fińskich znalazła się bowiem pod politycznym i kulturowym wpływem prawosławnej Rusi, zaś zachodnia część – pod władzą katolickiej (a następnie luterańskiej) Szwecji. Spowodowało to powstanie różnic kulturowych pomiędzy oboma pokrewnymi grupami ludów i wytworzenie się wzajemnej niechęci, czy wręcz wrogości, wyrazem której było m.in. to, iż po zajęciu Przesmyku Karelskiego przez Szwecję (władającą wówczas ziemiami Finlandii), zdecydowana większość karelskich mieszkańców tych terenów zdecydowała się na opuszczenie ojczystej ziemi i osiedlenie się w głębi Rosji, byle tylko nie zostać pod władzą szwedzką (co odróżniało ich od luterańskich Finów, którzy w zasadzie nie mieli nic przeciwko szwedzkim rządom). Sytuację tę porównać można do stosunków obecnie panujących pomiędzy Serbami i Chorwatami – dwa posiadające wspólne korzenie ludy, używające dialektu jednego języka (serbskochorwackiego), na skutek znalezienia się w sferze oddziaływań dwu różnych kultur, wytworzyły odrębną narodowość, kulturę i wzajemną niechęć, która w ostatnich latach XX wieku zaowocowała czystkami etnicznymi i mordami na tle narodowościowym. Analogiczna sytuacja do początku XX wieku łączyła/dzieliła Karelów i Finów.
Sytuacja zmieniła się po uzyskaniu przez Finlandię niepodległości (1917/18). Karelowie, którzy wspólnie z Finami od ponad stu lat znajdowali się w jednym państwie (Imperium Rosyjskim) nie żywili już ku nim specjalnej wrogości, i ci spośród Karelów, którzy znaleźli się na terenach nowo powstałego państwa (Finlandii) szybko ulegli fennicyzacji (finizacji). Karelska kultura bowiem, pod względem rozwoju materialnego, stała niżej od kultury fińskiej – była typową kulturą chłopską, w której nie wykształciła się dotąd warstwa inteligencji, stąd pozostawanie pod jej wpływem było postrzegane jako wyraz zacofania. W tym samym czasie w ZSRR wśród Karelów zaczęła wykształcać się warstwa inteligencji narodowej; rozwój ten był jednak dość powolny – często wywodzący się spośród Karelów ludzie wykształceni, z powodu oportunizmu często przyjmowali rosyjską świadomość narodową.
W ostatnich latach istnienia ZSRR, a zwłaszcza po jego rozpadzie, liczni Karelowie z powodów ekonomicznych wyemigrowali do Finlandii, gdzie szybko ulegli fennicyzacji (spowodowało to szybki i znaczący spadek udziału Karelów w populacji Republiki Karelii). Głównym bowiem czynnikiem dzielącym dotąd Karelów i Finów był czynnik religijny, i gdy z powodu polityki planowej ateizacji w ZSRR, oraz procesów sekularyzacyjnych (w praktyce owocujących słabnięciem, czy wręcz zanikiem postaw religijnych) w Finlandii czynnik ten stracił swe znaczenie, zmiana poczucia przynależności narodowej stała się sposobem na, z jednej strony – wyrwanie się ze wciąż postrzeganej jako gorsza kultury karelskiej, a z drugiej – na niepozostawanie mniejszością narodową w kraju, który z racji lepszych perspektyw życiowych wybrało się na nową ojczyznę. Zmiana ta stała się tym łatwiejsza, im bardziej zanikła w społecznej świadomości pamięć o wzajemnej wrogości obu grup (zaistniała tutaj analogiczna sytuacja jak w przypadku wielu polskich mieszkańców Śląska – podczas gdy jeszcze dwa-trzy pokolenia wcześniej ich przodkowie zbrojnie walczyli o oderwanie się od Niemiec, w latach 70. i 80. potomkowie powstańców śląskich dość masowo przyjmowali obywatelstwo niemieckie i emigrowali do RFN).

## Tradycje karelskie
W XX w. rodzime tradycje karelskie zostały praktycznie wyparte przez rosyjską (i radziecką) wersję kultury popularnej. Obecnie władze rosyjskiej Karelii oraz wschodnich prowincji Finlandii oraz organizacje pozarządowe czynią starania o zachowanie i rozpowszechnianie wśród młodego pokolenia wiedzy o tradycjach i kulturze karelskiej. Aktualnie centrum kulturalnym Karelów jest miasto Pietrozawodsk.

### Folklor

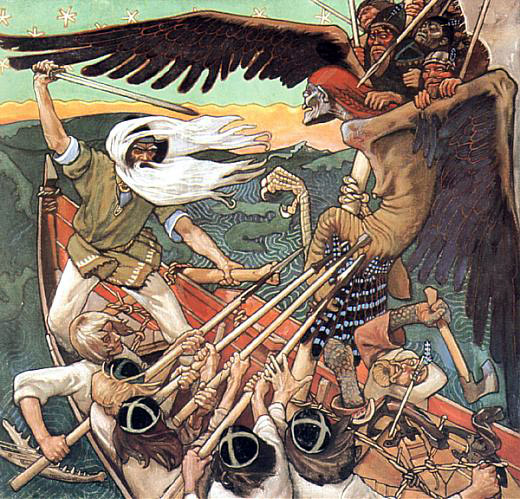
Scena z eposu Kalevala

Folklor karelski obejmuje stare pieśni epickie (tzw. runy), których wykonywaniu towarzyszył akompaniament w postaci gry na lokalnym szarpanym instrumencie. Oparty na tradycyjnych, wspólnych dla Finów i Karelów runach, fińsko-karelski epos Kalevala został w znacznej części spisany właśnie wśród Karelów, zamieszkujących okolice osady Uchta (obecnie Kalewała) w północnej Karelii.
Poza runami szeroko rozpowszechnione były także inne rodzaje twórczości: pieśni liryczne, obrzędowe (np. ślubne) i in., a także zawodzenia, zaklęcia, bajki (zwykle o zwierzętach), przysłowia, zagadki itp. W XIX w. pojawiły się rymowane piosenki i utwory nawiązujące formą do rosyjskich czastuszek. W Karelii środkowej od dawna wykonywano też fińskie pieśni chóralne, zwykle o żartobliwej treści oraz pieśni o treści miłosnej.

### Tradycyjne zajęcia
Tradycyjnymi gałęziami Karelów było rolnictwo i chów zwierząt oraz rybołówstwo i myślistwo, a także rzemiosło.
Jako sposób prowadzenia gospodarki rolnej przez długi czas utrzymywała się trójpolówka. Głównymi roślinami uprawnymi były: żyto, jęczmień, owies, groch, rzepa i rzodkiew, od lat 40. XIX w. – ziemniaki, a od początku XX w. także brukiew, cebula, marchew i buraki.
Chów obejmował bydło domowe, niskorosłe konie, owce, a na południu też świnie. Na północy chowano renifery.
Wcześnie wśród Karelów rozpowszechnił się wyrób smoły i dziegciu. Od średniowiecza rozwijało się prymitywne hutnictwo, którego podstawą były dymarki.
Tradycyjnymi rodzajami rzemiosła były kowalstwo, bednarstwo, wyrób broni, tkactwo, ceramika, obróbka drewna i metali oraz rzeźbienie w drewnie. Od XIX w. głównym źródłem dochodów był wyręb lasu i wstępna obróbka drewna przed wysłaniem go do innych części Rosji.
Obecnie nadal dla większości Karelów żyjących na terenach ojczystych ziem głównym źródłem utrzymania jest praca w zawodach związanych z szeroko pojętą eksploatacją lasów (przemysł drzewny, celulozowo-papierniczy i in.), a także rolnictwo.

### Rodzina
Wśród Karelów bardzo długo funkcjonował tradycyjny typ rodziny. Do końca XIX w. wśród Karelów funkcjonowały wielkie 3–4 pokoleniowe rodziny, liczące nawet do 30 i więcej osób. W jej obrębie prowadzono gospodarkę i to rodzina była właścicielem majątku – domu, sprzętów, ziemi itd.
W XX w. Karelowie przyjęli wzorce obyczajowo-społeczne typowe dla współczesnych społeczeństw europejskich i nastąpił rozpad wielkiej rodziny. Obecnie przeciętne gospodarstwo domowe liczy 3 członków.

### Odzież

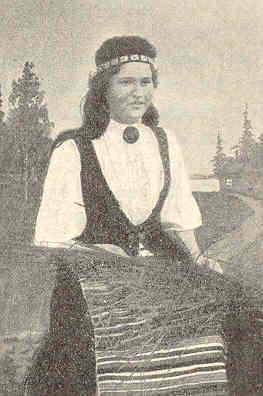
Kobieta w stroju ludowym

Tradycyjna odzież Karelów przypomina ubiór stosowany przez Rosjan zamieszkujących północną część kraju.
Podstawą odzieży kobiet stanowiły różne rodzaje koszul, od XVI w. też sarafany (długie suknie bez rękawów), bluzy i spódnice. Na głowach noszono chusty.
Odzież męska składała się z koszuli ze skośnym kołnierzem oraz spodni z niskim krokiem. Charakterystycznym elementem męskiego ubioru była chustka wiązana u szyi oraz pasek z dzianiny.
W okolicach jeziora Onega noszony był także inny, rdzennie karelski typ spódnicy (hurstut), będący niezszytym płatem tkaniny; u Karelów ołonieckich noszono kilka warstw spódnic, jedna na drugiej. U północnych Karelów kobiety nosiły charakterystyczny typ koszul zapinanych (lub zawiązywanych) na plecach.
Typowe karelskie obuwie wykonywane było z brzozy, skóry lub futra. Znane były także walonki.
Odzież i obuwie były zwykle bogato zdobione różnego rodzaju motywami antropomorficznymi, roślinnymi i geometrycznymi.

### Pożywienie
Podstawę tradycyjnej kuchni karelskiej stanowiły ryby słodkowodne w różnej postaci: solone, suszone i wędzone, a także pozyskiwane z lasów produkty roślinne i zwierzęce. Potrawę narodową stanowi zupa rybna (ucha) na północy zagęszczana mąką, a na południu – podawana z ziemniakami lub kaszą. Rozpowszechniony jest pewien rodzaj klusek z nadzieniem ziemniaczanym lub z kaszy, a także owsa bliny. Wypiekany był także gatunek kwaśnego, chleba, a na północy i w środkowej Karelii – przaśny chleb w formie placka z dziurą w środku. Niektóre dania (np. pierogi) przyjęte od Rosjan uważających je jako pożywienie codzienne, u Karelów stanowiły żywność odświętną. Narodowym napojem od XIX w. pod wpływem rosyjskim stała się herbata, a na północy – kawa, które zastąpiły powszechny niegdyś kwaskowy napój wyrabiany na bazie rzepy.

## Język
Karelowie posługują się językiem karelskim, a także – coraz częściej – językiem rosyjskim i fińskim. Ten ostatni praktycznie wyparł ojczystą mowę wśród Karelów zamieszkałych w Finlandii, gdzie jedynie ok. 5–10 tys. osób, głównie starszych, posługuje się karelskim.

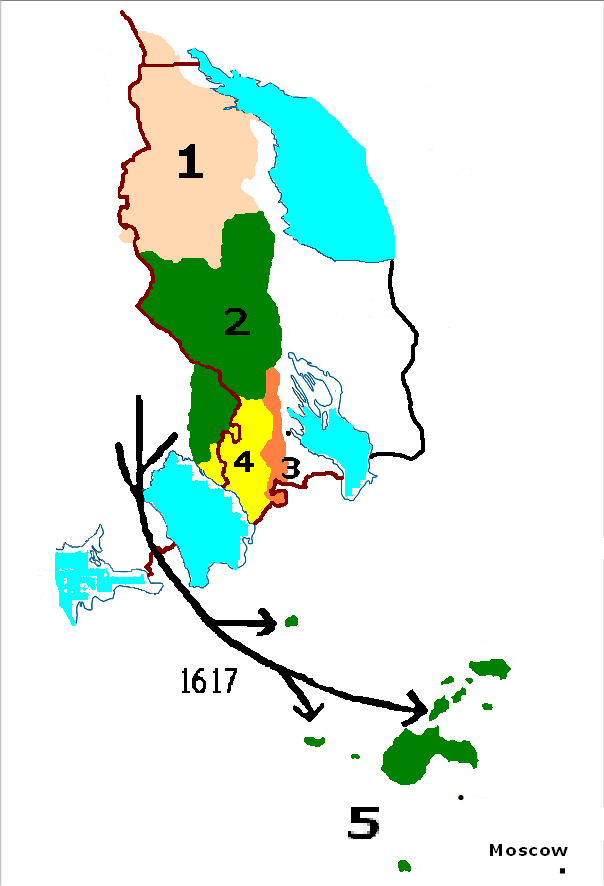
dialekty i zasięg języka karelskiego ok. 1930 r. (od tego czasu obszar zamieszkany przez ludność karelojęzyczną skurczył się)
Legenda:
1 i 2 – dialekt karelski właściwy
3 – dialekt ludycki
4 – dialekt ołoniecki
5 – wywodzące się z karelskiego właściwego dialekty Karelów którzy po pokoju stołbowskim (1617 r.) osiedlili się w różnych częściach Rosji właściwej, zwłaszcza w rejonie Tweru.

Ojczysty język Karelów należy języków ugrofińskich wchodzących w skład rodziny uralskiej; karelski umiejscawiany jest w obrębie podgrupy bałtycko-fińskiej języków fińskich.
Jest blisko spokrewniony z fińskim (dawniej traktowany był niekiedy, zwłaszcza przez badaczy fińskich, jako dialekt fińskiego) oraz estońskim.
Jako odrębny od innych języków bałtycko-fińskich, zwłaszcza fińskiego, język karelski wykształcił się prawdopodobnie nie wcześniej niż w XII w.
Na rozwój języka silny wpływ wywarły języki słowiańskie, zwłaszcza język rosyjski, w mniejszym stopniu – bałtyckie i germańskie (szwedzki). Język ten przyswoił sobie także pewną liczbę słów, zwłaszcza związanych z religią i liturgią, wywodzących się z greki. Język karelski zachował pewne cechy archaiczne, które w wyniku rozwoju zanikły w pokrewnym mu języku fińskim.
Przez długie lata język karelski pozostawał gwarą warstw niewykształconych. Jako języka literackiego używano na ziemiach należących do Rosji – języka rosyjskiego, a w Finlandii – szwedzkiego, a potem fińskiego, który – jako pokrewny karelskiemu – szybko go wyparł.
Język karelski nie ma w żadnym kraju charakteru urzędowego (tzn. akty prawne nie są publikowane w tym języku), jednak w rosyjskiej Karelii cieszy się pewnymi przywilejami, m.in. w systemie oświatowym.

### Dialekty
Język karelski posiada silnie zróżnicowane dialekty, zwykle grupowane w 3 zespoły:
- karelski właściwy – używany przez najliczniejszą grupę Karelów (ok. 50–80 tys. osób), najbliższy językowi fińskiemu; odmiana tego dialektu używana jest także przez tzw. Karelów twerskich;
- ołoniecki (lub liwwski) – używany przez 30–50 tys. osób zamieszkujących na północ od jeziora Ładoga, charakteryzujący się silnym udźwięcznieniem spółgłosek i dużymi wpływami języka rosyjskiego w leksyce; jest bliski językowi wepskiemu
- ludycki – używany przez ok. 3–5 tys. osób zamieszkujących między jeziorami Ładoga i Onega. Dialekt ten charakteryzuje się słabszą niż w pozostałych dialektach harmonią samogłosek, ponadto wydaje się bliższy językowi wepskiemu niż fińskiemu.

## Piśmiennictwo i literatura
Najstarszy znaleziony zabytek piśmiennictwa w języku karelskim pochodzi z XIII w., a do jego zapisu zastosowano cyrylicę. W latach następnych zapisy w tym języku pojawiały się sporadycznie. Język karelski, jako mowa niższych warstw społeczeństwa, był w twórczości literackiej zastępowany językami rosyjskim i fińskim.
Największym zabytkiem literatury karelskiej jest pochodzący z I tys. n.e. epos Kalevala, który został spisany w XIX w. w języku fińskim.
W latach 30. XX w. pojawiło się piśmiennictwo w alfabecie opartym na cyrylicy, jednak od lat 40. do zapisu stosowano alfabet łaciński, przy czym zasady pisowni oraz dodatkowe litery zapożyczone zostały z ortografii fińskiej.
W latach 30. i 40. wydano języku karelskim ok. 50 książek.
Piśmiennictwo karelskie było prowadzone w kilku dialektach, dopiero w latach 80. XX w. wypracowana została jedna forma literacka języka karelskiego. Od tej pory powoli rozwija się piśmiennictwo karelskie, jednak jest to proces powolny, który ostatnio został jeszcze wyhamowany poprzez postępujący spadek osób posługujących się tym językiem.